# Coppa Korać 1999-2000
La Coppa Korać 1999-2000 di pallacanestro maschile venne vinta dal CSP Limoges, al terzo successo nella competizione.

## Risultati

### Sedicesimi di finale
| Team #1                   | Agg.      | Team #2                  | Andata | Ritorno |
| ------------------------- | --------- | ------------------------ | ------ | ------- |
| Vacallo Win               | 124 - 151 | Galatasaray              | 58-69  | 66-82   |
| Lineltex Imola            | 150 - 168 | Casademont Girona        | 72-83  | 78-85   |
| Bipop Carire Reggiana     | 122 - 135 | Unicaja Málaga           | 67-74  | 55-61   |
| Pepsi Rimini              | 139 - 127 | Maccabi Haifa            | 81-61  | 58-66   |
| Hapoel Galil Elyon        | 153 - 142 | Alytus                   | 88-61  | 65-81   |
| Lokomotiv Mineralnye Vody | 131 - 155 | Aeroporti di Roma Virtus | 72-69  | 59-86   |
| Maroussi                  | 164 - 155 | Magic M7                 | 89-74  | 75-81   |
| Pogoń Ruda Śląska         | 170 - 159 | Maccabi Ramat Gan        | 100-68 | 70-91   |
| Telindus Antwerpen        | 140 - 135 | Šiauliai                 | 69-66  | 71-69   |
| UNICS Kazan'              | 136 - 179 | CSP Limoges              | 94-86  | 69-93   |
| Lugano                    | 127 - 143 | Anwil Włocławek          | 60-71  | 67-72   |
| CSKA Kiev                 | 147 - 141 | Nancy                    | 74-73  | 73-68   |
| Near East                 | 136 - 146 | Nikas Peristeri          | 73-80  | 63-66   |
| Türk Telekom              | 143 - 138 | Pınar Karşıyaka          | 78-72  | 65-66   |
| Apollon Limassol          | 135 - 205 | Adecco Estudiantes       | 56-91  | 79-114  |
| Sunair Oostende           | 146 - 152 | Aris                     | 75-65  | 71-87   |

### Ottavi di finale
| Team #1                  | Agg.      | Team #2            | Andata | Ritorno |
| ------------------------ | --------- | ------------------ | ------ | ------- |
| Galatasaray              | 135 - 150 | Unicaja Málaga     | 67-64  | 68-86   |
| Casademont Girona        | 146 - 137 | Pepsi Rimini       | 67-65  | 79-72   |
| Hapoel Galil Elyon       | 134 - 144 | Maroussi           | 80-77  | 54-70   |
| Aeroporti di Roma Virtus | 143 - 139 | Pogoń Ruda Śląska  | 66-64  | 77-75   |
| Telindus Antwerpen       | 127 - 140 | Anwil Włocławek    | 71-65  | 56-75   |
| CSP Limoges              | 186 - 144 | CSKA Kiev          | 71-65  | 56-75   |
| Nikas Peristeri          | 146 - 164 | Adecco Estudiantes | 75-85  | 71-79   |
| Türk Telekom             | 155 - 121 | Aris               | 82-59  | 73-62   |

### Quarti di finale
| Team #1           | Agg.      | Team #2                  | Andata | Ritorno |
| ----------------- | --------- | ------------------------ | ------ | ------- |
| Unicaja Málaga    | 140 - 118 | Maroussi                 | 77-58  | 63-60   |
| Casademont Girona | 139 - 133 | Aeroporti di Roma Virtus | 61-67  | 78-66   |
| Anwil Włocławek   | 129 - 153 | Adecco Estudiantes       | 74-69  | 55-84   |
| CSP Limoges       | 138 - 132 | Türk Telekom             | 71-57  | 67-75   |

### Semifinali
| Team #1           | Agg.      | Team #2            | Andata | Ritorno |
| ----------------- | --------- | ------------------ | ------ | ------- |
| Unicaja Málaga    | 132 - 125 | Adecco Estudiantes | 85-72  | 47-53   |
| Casademont Girona | 134 - 146 | CSP Limoges        | 77-77  | 57-69   |

### Finale
| Team #1     | Agg.      | Team #2        | Andata | Ritorno |
| ----------- | --------- | -------------- | ------ | ------- |
| CSP Limoges | 131 - 118 | Unicaja Málaga | 80-58  | 51-60   |

| Coppa Korać 1999-2000 |
| --------------------- |
| CSP Limoges 3º titolo |

## Formazione vincitrice
| N° | Naz.                   | Ruolo | Sportivo               |  | Alt. |  |
| -- | ---------------------- | ----- | ---------------------- |  | ---- |  |
| 4  | Francia (bandiera)     | P     | Stéphane Dumas         |  |      |  |
| 5  | Stati Uniti (bandiera) | G     | Marcus Brown           |  |      |  |
| 6  | Francia (bandiera)     | P     | Bruno Hamm             |  |      |  |
| 8  | Francia (bandiera)     | GA    | Yann Bonato            |  |      |  |
| 9  | Austria (bandiera)     | GA    | Stjepan Stazić         |  |      |  |
| 10 | Francia (bandiera)     | P     | Zaka Alao              |  |      |  |
| 11 | Francia (bandiera)     | A     | Jean-Philippe Méthélie |  |      |  |
| 12 | Francia (bandiera)     | AG    | Thierry Rupert         |  |      |  |
| 13 | Stati Uniti (bandiera) | AG    | Harper Williams        |  |      |  |
| 14 | Francia (bandiera)     | C     | David Frigout          |  |      |  |
| 15 | Francia (bandiera)     | C     | Frédéric Weis          |  |      |  |
|    | Stati Uniti (bandiera) | G     | Carl Thomas            |  |      |  |
|    | Francia (bandiera)     | A     | Ludovic Roland         |  |      |  |
|    | Francia (bandiera)     | A     | Bienvenue Kindoki      |  |      |  |
|    | Francia (bandiera)     | A     | Sébastien Nowak        |  |      |  |
|    | Francia (bandiera)     | C     | Dramane Diarra         |  |      |  |
|    | Jugoslavia (bandiera)  | All.  | Duško Ivanović         |  |      |  |